# Marchigià
 El dialecte de les Marques (Marchigià) és un conjunt de parlars romànics que es parla a la part central de la regió de les Marques, a Itàlia, a l'àrea que inclou les províncies d'Ancona, Macerata i Fermo. S'inclou dins dels dialectes italians centrals.
Tot i que hi ha notables diferències gramaticals, lèxiques i idiomàtiques entre el marchigià i la llengua italiana estàndard, en general se sol considerar, juntament amb la resta de dialectes italians centrals, que és intel·ligible per a un parlant d'italià estàndard.
Dins del mateix marchigià, que no és uniforme entre una població i una altra, hi ha dues varietats principals:
- El dialecte d'Ancona (Anconità), que inclou els parlars d'Osimo, Jesi i Fabriano.
- El dialecte de Macerata i Fermo (Fermano-Maceratese), inclosa la varietat de l'àrea de Camerino.

## Característiques comunes
Les dues variants del Marchigià tenen un seguit de característiques comunes i que difereixen de la resta de variants italianes centrals :
- Les paraules italianes accentuades en la penúltima síl·laba que acaben en -no o -ne experimenten una apòcope en l'última síl·laba. Així, la paraula contadino (pagès) esdevé contadì, la paraula piccioni (coloms) esdevé picciò, i cane (gos) esdevé cà.[1]
- Les paraules italianes que acaben en -aio canvien l'última síl·laba per -aro. Així, la paraula fornaio (forner) esdevé fornaro.
- El so [ʎ] (gli) de les paraules italianes esdevé [i]. Així, la paraula figlio [ˈfiʎːo] (fill) esdevé fìio o fio [ˈfio].
- Generalment el so final -o de les paraules italianes canvia a -u: fornaio (forner) > fornaru, figlio (fill) > fiiu.
- L'infinitiu dels verbs italians perd el so final -re : amare (estimar) > amà, mettere (posar) > mette, morire (morir) > morì.[2]
- El grup -ng experimenta assimilació a -gn : mangiamo (mengem) > magnamo.
- La tercera persona del plural és igual a la del singular. Així, la paraula ama pot significar ell o ella estima o ells o elles estimen.

Les conjugacions de ser i tenir en present d'indicatiu són:
|           | Català | Anconità  | Maceratese | Italià |
| --------- | ------ | --------- | ---------- | ------ |
| Jo        | soc    | so        | so         | sono   |
| Tu        | ets    | sei (sai) | ssi        | sei    |
| Ell(a)    | és     | è         | adè        | è      |
| Nosaltres | som    | semo      | simo       | siamo  |
| Vosaltres | sou    | sé        | sete       | siete  |
| Ells/es   | son    | è(-ne)    | adè        | sono   |

|           | Català | Anconità | Maceratese | Italià  |
| --------- | ------ | -------- | ---------- | ------- |
| Jo        | tinc   | ciò      | ciò        | ho      |
| Tu        | tens   | ciài     | ci(ài)     | hai     |
| Ell(a)    | té     | cià      | cià        | ha      |
| Nosaltres | tenim  | ciavémo  | ciaìmo     | abbiamo |
| Vosaltres | teniu  | ciavé    | ciaéte     | avete   |
| Ells/es   | tenen  | cià(-ne) | cià        | hanno   |

## Vocabulari
Termes propis del Marchigià (la versió anconitana de les formes no tenen geminació: babu, ciambòtu, nèrtu, etc.):
- ammò (ara); anconità: adè
- babbu (pare)
- bardasciu o vardasciu (nen); anconità: fiòlo
- bedollu o bidullu (pollancre)
- brenciu o vrenciu (amarg)
- ciambottu o ciammottu (gripau/maldestre)
- cuscì (així)
- grannola (calamarsa)
- (a)lluccà (cridar); anconità: sgagià
- nnertu (gruixut)
- rosciu o rusciu (vermell, roig)
- sbisgià o sbiscià (relliscar)
- scì (sí)